# Dynamene edwardsi
Dynamene edwardsi är en kräftdjursart som först beskrevs av Lucas 1849.  Dynamene edwardsi ingår i släktet Dynamene och familjen klotkräftor. Inga underarter finns listade i Catalogue of Life.